# شتيفان أور
شتيفان أور (بالألمانية: Stephan Auer)‏ (11 يناير 1991 بفيينا في النمسا - ) هو لاعب كرة قدم نمساوي في مركز الدفاع. لعب مع أدميرا فاكر مودلينغ ورابيد فيينا.

## وصلات خارجية
- شتيفان أوير على موقع قاعدة بيانات كرة القدم.إي يو (الإنجليزية)
- شتيفان أوير على موقع Soccerway.com (الإنجليزية)
- شتيفان أوير على موقع عالم كرة القدم.نت (الإنجليزية)
- شتيفان أوير على موقع AS.com (الإسبانية)